# Aloconota currax
Aloconota currax – gatunek chrząszcza z rodziny kusakowatych i podrodziny rydzenic.

## Taksonomia
Gatunek ten opisany został po raz pierwszy w 1856 roku przez Ernsta Gustava Kraatza pod nazwą Homalota currax. 

## Morfologia
Chrząszcz o wydłużonym ciele długości od 3,6 do 4,5 mm. Ciemnobrązowa głowa ma oczy w widoku górnym trochę krótsze od niekompletnie obrzeżonych listewkowato skroni. Czułki są brązowe, o podłużnym członie przedostatnim. Przedplecze jest brązowe do ciemnobrązowego, matowe wskutek silnego szagrynowania i przeciętnie gęstego, ziarnistego punktowania. U samic owłosienie na linii środkowej przedplecza skierowane jest ku przodowi na przedzie i ku tyłowi w tyle, u samców zaś wszystkie włoski na linii środkowej kierują się ku tyłowi. Barwa pokryw zazwyczaj jest brązowa, rzadziej ciemnobrązowa. Kolor odnóży jest żółtobrązowy, częstokroć z przyciemnionymi udami. Stopy tylnej pary mają człon pierwszy znacznie dłuższy od drugiego. Odwłok ma ciemnobrązową barwę i równoległe w zarysie boki. U podstawy czwartego tergitu brak jest poprzecznego wcisku.

## Ekologia i występowanie
Owad preferujący góry i przedgórza. Zasiedla pobrzeża strumieni i potoków, gdzie bytuje najczęściej wśród żwiru i otoczaków.
Gatunek palearktyczny, europejski, znany z Irlandii, Wielkiej Brytanii,  Francji, Belgii, Holandii, Niemiec, Szwajcarii, Austrii, Włoch, Szwecji, Finlandii, Polski, Czech, Słowacji, Węgier, Ukrainy, Rumunii, Bułgarii i europejskiej części Rosji. Na „Czerwonej liście gatunków zagrożonych Republiki Czeskiej” umieszczony jest jako gatunek narażony na wymarcie (VU).